# Blue Spring
Blue Spring (llamada Primavera Azul en México) es una película dramática adolescente japonesa, escrita y dirigida por Toshiaki Toyoda y basada en el manga homónimo de Taiyō Matsumoto. Cuenta las vivencias de un estudiante apático que asiste a una dejada secundaria para chicos en Tokio.
Se estrenó el 10 de septiembre de 2001 en el Festival Internacional de Cine de Toronto y el 23 de noviembre del mismo año en Japón, durante el festival TOKYO FILMeX.
El título de la película puede entenderse como "años inexpertos" o años adolescentes, pero a la vez como "nuevo comienzo". Según el mangaka Taiyō Matsumoto, el título es intencionalmente irónico.

## Trama
En la Secundaria Asashi, una escuela abandonada para chicos, Kujo, Aoki, Yukio, Yoshimura y Ota son un grupo de amigos perdidos en la apatía e insatisfacción. Son conscientes de que las opciones que el futuro les ofrece son limitadas. Inclusive la mayoría de los maestros ya los han tildado de causas perdidas.
La pandilla de Kujo es parte de la sociedad ilegal de la escuela, controlada a través de un juego en la azotea como prueba de coraje: el Juego de las Palmas. Quien gane el juego se convertirá en el líder de la sociedad y gobernará todas las pandillas de la Secundaria Asashi. Ningún profesor puede hacerle frente a esta comunidad estudiantil.
Después de una ronda del juego, Kujo gana el rol de liderazgo. Aoki, su mejor amigo, se emociona al ver la posibilidad de que Kujo domine la escuela mediante el normativo uso de violencia. Sin embargo, Kujo desde el primer momento se muestra desinteresado en esto.
Aoki eventualmente se da cuenta de que su mejor amigo solo participó en el Juego de las Palmas para pasar el tiempo y que nunca quiso ser el líder de la escuela. Devastado, lo desafía por su liderazgo y pierde.
A medida que Aoki se desilusiona, se distancia y se vuelve cada vez más hostil hacia Kujo, los amigos que lo rodean se van distanciando lentamente, llevando a su escuela a una serie de sucesos violentos.

## Reparto
- Ryuhei Matsuda como Kujo
- Hirofumi Arai como Aoki
- Sousuke Takaoka como Yukio
- Yusuke Oshiba como Kimura
- Yuta Yamazaki como Ota
- Shugo Oshinari como Yoshimura
- Kiyohiko Shibukawa como Kee
- Onimaru como Suzuki
- Eita como Obake/Fantasma
- Rei Yamanaka como Leo
- Mame Yamada como Hanada-sensei
- Erena como chica de secundaria
- Genta Dairaku como consejero
- Kyôko Koizumi como la mujer del quiosco
- Takashi Tsukamoto como estudiante de primer año en el club de béisbol